# 博特斯巴赫共識
博特斯巴赫共識（Beutelsbacher Konsens）是德國巴登-符腾堡州政治教育中心與德國各州教育機構和各黨派政治教育學者于1976年秋季在博伊特尔斯巴赫鎮舉行的一次政治教育會議上所達成的共識，并確立了政治歷史教育的三大原則。

## 政治教育三大原則
1. 禁止灌輸原則。即教師不得向學生灌輸某種或某幾種特定的政治理論，以避免妨礙學生形成獨立的判斷力。[1]
2. 保持爭論原則。教師在政治教育中必須保持中立，除了提供自己贊同的政治觀點外，也應該提供相反的政治觀點以供學生參考。[1]
3. 促進分析原則。政治教育的目的在於促進學生在基於個人利益的基礎上對政治進行有效地分析。[1]

## 博特斯巴赫共识的内容

### 禁止向学生灌输原则
不允许在学生无意或者无准备的情况下——无论是何种意义上——向学生传授不可取的观点或者妨碍他们“形成独立的判断”。在此意义上政治教育和教条主义有严格的区分。在民主社会和使学生拥有独立判断能力的目标被普遍接受的情况下，教条并不是适合教师扮演的角色。

### 以争论性的方式处理争论性的话题
在知识性或政治性的事务上，具有争论性的东西必须在教育指导中以争论的方式予以教授。此条要求与上一条要求十分相似，如果无视不同的观点，压制其他的选项，或者争议事项未被讨论过，则会走上通往教条的道路。我们必须追问教师在实践上是否能扮演合适的角色，也就是说，他们应不应该设置对于学生（以及政治教育过程中的其他对象）的社会和政治天性来说完全为陌生的观点和选项。确立了这两项基本原则，就可以清楚为何教师的个人立场，不论是他们代表的知识和理论观点还是他们的政治观点，都是相对的无关系的。举个已经用过的例子，他们所持的对民主的理解是无疑问的，而与他们相反的观点也要加以考虑。

### 赋予学生的个人利益以意义
学生必须被放在某个位置上以分析政治形势和评估他们的个人利益会如何被影响，同时找到途径和方式去影响根据他们的个人利益被描述的政治形势。这样的目标使人对学习必要的政治技巧形成较强的重视，也是由上面设定的两条原则所产生的逻辑结果。在这种联系上有时候会产生这是“回到形式主义”的责难，即使如此教师也不必要更正他们所信奉的内容。不需要如此是因为在此处涉及的并不是追求最大共同利益，而是最小共同利益。（译自博特斯巴赫共識 （页面存档备份，存于）英文版本）

## 延伸閱讀
- Armin Scherb: Der Beutelsbacher Konsens. In: Dirk Lange, Volker Reinhardt (Hg.): Strategien der politischen Bildung. Handbuch für den sozialwissenschaftlichen Unterricht  Baltmannsweiler: Schneider-Verl. Hohengehren (Basiswissen politische Bildung, Bd. 2), 2010, S. 31–39, ISBN 3-834-00207-0

- Sibylle Reinhardt: Politik-Didaktik. Praxishandbuch für die Sekundarstufe I und II. Berlin, 2009³, ISBN 978 3-589-22051-9

- Herbert Schneider, Siegfried Schiele (Herausgeber): Reicht der Beutelsbacher Konsens?, 1996, ISBN 3-879-20384-9

## 外部連結
- 博特斯巴赫共識 （页面存档备份，存于）（英文）（德文）（法文）